# Amor com Amor Se Paga
Amor com Amor se Paga é uma telenovela brasileira produzida e exibida pela TV Globo de 19 de março a 14 de setembro de 1984, em 155 capítulos. Substituiu Voltei pra Você e foi substituída por Livre para Voar, sendo a 28.ª "novela das seis" da emissora.
É um remake de Camomila e Bem-me-quer, novela de Ivani Ribeiro transmitida pela Rede Tupi entre 1972 e 1973. A autora também assina a releitura com colaboração de Solange Castro Neves. A direção é de Gonzaga Blota (também diretor geral), Atílio Riccó e Jayme Monjardim.
Conta com as atuações de Ary Fontoura, Yoná Magalhães, Carlos Eduardo Dolabella, Edson Celulari, Cláudia Ohana, Fernando Torres, Berta Loran e Bia Nunnes.

## Sinopse
Na pequena Monte Santo vive Nonô Correia (Alan Alencar/Paulo Ponggi/Ary Fontoura), um homem neurastênico, irritadiço e misterioso, beirando o tragicômico. Ele é um completo pão-duro, tranca a geladeira com cadeados, desliga a luz algumas vezes por semana e despeja, até mesmo nos filhos, sua avareza compulsiva: é proibido repetir pratos às refeições. Sua maior preocupação é fazer economia. Nonô vive com os filhos Tomaz (Edson Celulari) e Elisa (Bia Nunnes), e com a empregada Frosina (Berta Loran), que há vinte anos suporta suas mesquinharias. Porém, o velho sovina está longe de ser pobre: tem diversos imóveis alugados e esconde em casa um tesouro que ninguém sabe onde está. O único que partilha seu segredo é o amigo Anselmo (Carlos Kroeber), que nutre um amor platônico por Elisa.
O avesso de Nonô Correia é tio Romão (Fernando Torres), que chega à cidade sem revelar seu passado. Fala doce e distribui chazinhos como pretexto para conversar com os moradores e lhes dar um pouco de calor humano. As pessoas se assustam com suas palavras certeiras. Alguns o consideram um santo, outros, um feiticeiro. Tomaz, filho de Nonô, é brincalhão e está sempre tentando descobrir o tesouro do pai. Sua irmã Elisa é tímida e insegura e está apaixonada por Gustavo (Caíque Ferreira), que se aproxima dela pensando no golpe do baú. Ele mora na casa de Judite (Chica Xavier), inquilina de Nonô, que fornece salgadinhos para o restaurante de Tito (Flávio Galvão) e Santusa (Wanda Stefânia), um casal com a relação em crise por causa do ciúme doentio dela.
Maria da Graça (Yoná Magalhães), sobrinha de Nonô, é uma americanófila que prefere ser chamada de Grace. Viúva, dona de uma loja de artigos importados, ela é mãe de Rosemary (Mayara Magri), noiva de João Paulo (Mateus Carrieri), que é filho do conservador e machista Bruno (Carlos Eduardo Dolabella). Os dois sogros têm gostos opostos, mas o mesmo temperamento difícil. O jovem casal se ama, mas tem que contornar os problemas causados pela difícil relação de seus respectivos pais. Vinícius (Adriano Reys) é um médico humanista e nem sempre cobra as consultas, para a reprovação da mulher Helena (Beatriz Lyra), que vive reclamando do orçamento apertado. O casal tem três filhos: a bela Mariana (Cláudia Ohana), namorada de Tomaz; Bel (Narjara Turetta), que inveja a irmã, e Renato (Miguel Falabella), de caráter duvidoso, que está de volta à cidade.
Barreto (Milton Moraes) é o prefeito demagogo que, ao ficar viúvo, envolve-se com Silvia (Arlete Salles), amiga de Grace. A futura primeira-dama terá que enfrentar Camilinha (Giovana Pieck), a caçula do prefeito, uma pestinha que passa a atormentar a sua vida. Contudo, o conflito maior da trama se dá quando Nonô Correia resolve cortejar Mariana, namorada do filho, que se vê obrigada a aceitar a proposta em troca do perdão da dívida de seus pais. Porém, o rude avarento vai se tornando mais doce e sensível quando adota o órfão Zezinho, um menino encantador que, aos poucos, amolece o seu coração. Para apaziguar os conflitos, o chá de camomila e bem-me-quer do tio Romão é sempre servido em doses certas, afinal, "amor com amor se paga".

## Elenco
| Intérprete               | Personagem                            | Interpretado em "Camomila e Bem-me-quer" em 1972 |
| ------------------------ | ------------------------------------- | ------------------------------------------------ |
| Edson Celulari           | Tomaz Correia                         | Marcelo Picchi                                   |
| Cláudia Ohana            | Mariana / Cláudia Assunção            | Tereza Teller                                    |
| Ary Fontoura             | Nonô Correia                          | Gianfrancesco Guarnieri como Olegário            |
| Yoná Magalhães           | Maria da Graça Santana (Grace)        | Nicette Bruno como Margarida                     |
| Carlos Eduardo Dolabella | Bruno Queiroz                         | Juca de Oliveira                                 |
| Fernando Torres          | Tio Romão                             | Cláudio Corrêa e Castro                          |
| Berta Loran              | Frosina Maria de Jesus                | Riva Nimitz                                      |
| Bia Nunnes               | Elisa Correia                         | Maria Izabel de Lizandra                         |
| Caíque Ferreira          | Gustavo Saldanha / José Luiz Assunção | Geraldo Del Rey                                  |
| Adriano Reys             | Dr. Vinícius                          | Serafim Gonzalez                                 |
| Beatriz Lyra             | Helena                                | Carminha Brandão                                 |
| Flávio Galvão            | Tito Mourão                           | Abrahão Farc como Lula                           |
| Wanda Stefânia           | Santusa                               | Léa Camargo como Adelaide                        |
| Carlos Kroeber           | Anselmo Assunção                      | Silvio Rocha                                     |
| Wanda Kosmo              | Elvira Assunção                       |                                                  |
| Milton Moraes            | Antonio Barreto (Barreto)             |                                                  |
| Vera Gimenez             | Zélia Barreto                         |                                                  |
| Arlete Salles            | Sílvia                                | Karin Rodrigues como Suzana                      |
| Mayara Magri             | Rosa Maria Santana Queiroz (Rosemary) | Liza Vieira como Verinha                         |
| Mateus Carrieri          | João Paulo Queiroz (Johnny)           | Adilson Vladimir como Bob                        |
| Narjara Turetta          | Bel                                   | Bárbara Bruno                                    |
| Miguel Falabella         | Renato                                | Edwin Luisi                                      |
| Júlia Lemmertz           | Ângela                                |                                                  |
| Chica Xavier             | Judite                                | Jacyra Sampaio                                   |
| Mário Cardoso            | Rogério Saldanha (Roger)              |                                                  |
| Ana Ariel                | Leonor                                |                                                  |
| Paulo César Grande       | Sérgio                                |                                                  |
| Graziela Di Laurentis    | Íris Barreto                          |                                                  |
| Lajar Muzuris            | Tonicão                               |                                                  |
| Paulo Gonçalves          | Padre Inácio                          |                                                  |
| Darcy de Souza           | Filomena                              | Geny Prado como Duvige                           |
| Cláudia Freire           | Nanci                                 | Deivy Rose como Noêmia                           |
| José Carlos Sanches      | Edu                                   |                                                  |
| Hugo Gross               | Cacá                                  |                                                  |
| Oberdan Júnior           | Zezinho                               | Haroldo Botta como Tatá                          |
| Egon Aszmann Júnior      | Carlito                               | Genésio Almeida Jr.                              |
| Giovana Pieck            | Camila (Camilinha)                    |                                                  |

### Participações especiais
| Intérprete             | Personagem                                                                   |
| ---------------------- | ---------------------------------------------------------------------------- |
| Hilda Reis             | Marilene (Marilyn)                                                           |
| Waldyr Rodrigues       | Waldyr                                                                       |
| Paulo Ponggi           | Nonô Correia (jovem)                                                         |
| Irving São Paulo       | pai na maternidade aguardando a mulher dar a luz, conversa com Bruno e Grace |
| Monique Evans          | uma namorada de Tomaz                                                        |
| Andréa Avancini        | Odete                                                                        |
| Waldyr Sant'anna       | Delegado                                                                     |
| Antônio Patiño         | Dr. Miranda (obstetra de Rosemary)                                           |
| Alene Alves de Andrade | Francisca                                                                    |
| Yaçanã Martins         | Magali                                                                       |
| Marilka Lannes         | Arlete                                                                       |
| Enock Batista          | Enock                                                                        |
| Guaraci Valente        | inquilino de Nonô                                                            |
| Rubem de Bem           | policial                                                                     |
| Gonzaga Blota          | Noronha                                                                      |
| Adriana Boscoli        | Renata                                                                       |
| Monique Evans          | namorada de Tomaz                                                            |
| Alba Valéria           | Elizabeth                                                                    |
| Alan Alencar           | Nonô Correia (criança)                                                       |

## Produção
Segunda novela de Ivani Ribeiro para a TV Globo, Amor com Amor se Paga é uma regravação de Camomila e Bem-me-quer, trama da mesma autora exibida pela Rede Tupi entre 1972 e 1973, e sua história central é baseada na comédia O Avarento, do dramaturgo francês Molière, sendo o protagonista desta, Harpagão, inspiração para Nonô Corrêa, personagem principal do folhetim. Cogitou-se inicialmente intitular a obra com o nome da peça teatral.
Em 16 de fevereiro de 1984, o diretor Gonzaga Blota e o elenco da novela, então com o título provisório Mão de Vaca, reuniram-se para apresentação das características dos personagens. As gravações iniciaram-se no dia 20 em Teresópolis, na região serrana do Rio de Janeiro, com direção de Blota e Paulo Ubiratan. A cidade serviu para parte da trama ser rodada.

## Exibição
A novela foi reprisada pela Globo na sessão Vale a Pena Ver de Novo de 26 de outubro de 1987 a 1 de abril de 1988 em 115 capítulos, sucedendo Vereda Tropical e antecedendo Ti Ti Ti.
Foi reapresentada na íntegra pelo Viva de 15 de novembro de 2021 a 13 de maio de 2022, sucedendo O Salvador da Pátria e sendo sucedida por Pão-Pão, Beijo-Beijo nas faixas das 14h15 e da 0h30 com maratona dos capítulos de cada semana aos domingos, às 23h30.
Ganhou uma reexibição, também na íntegra, pelo Viva 80 (versão fast do canal por assinatura), de 27 de novembro de 2023 a 30 de junho de 2024, sendo uma das primeiras tramas a inaugurar o novo canal e sendo substituída novamente por Pão-Pão, Beijo-Beijo.

### Outras Mídias
Em 20 de junho de 2022, foi disponibilizada na íntegra pelo Globoplay, como parte do Projeto Resgate.

## Música

### Nacional
| N.º | Título                                                 | Compositor(es)                                              | Tema              | Duração |  |
| 1.  | "Água e Luz" (Amelinha)                                | Tavito Ricardo Magno [ 11 ]                                 | Tio Romão         |         |  |
| 2.  | "Por Que Não Eu?" (Kid Abelha e os Abóboras Selvagens) | Leoni Paula Toller Herbert Vianna [ 11 ]                    | Bel               |         |  |
| 3.  | "Você em Minha Vida" (Fafá de Belém)                   | Roberto Carlos Erasmo Carlos [ 11 ]                         | Mariana           |         |  |
| 4.  | "Bichinho Colorido" (Nova Embalagem)                   | Marcão Lord Bira [ 11 ]                                     | Rosemary e Johnny |         |  |
| 5.  | "Tenho Medo" (Renato Teixeira)                         | Renato Teixeira                                             | Bruno             |         |  |
| 6.  | "Fim de Semana Sem Grana" (Chantilly)                  | Vincent Jr. Noeli Santisteban [ 11 ]                        | Tomaz e Mariana   |         |  |
| 7.  | "Levantar o Astral" (Edinho Santa Cruz)                | Edinho Santa Cruz Francisco Gorgot Pessoa Armando Lupinacci | abertura          |         |  |
| 8.  | "Deusa do Amor" (Pepeu Gomes)                          | Pepeu Gomes Baby do Brasil [ 11 ]                           | Nonô              |         |  |
| 9.  | "Quando Te Vi (Till There Was You)" (Beto Guedes)      | Ronaldo Bastos (original de Meredith Wilson)                | Anselmo           |         |  |
| 10. | "Emaranhado" (Dudu França)                             |                                                             |                   |         |  |
| 11. | "Adivinhão" (Magazine)                                 | Baby Santiago Wilson Miranda [ 11 ]                         | Nonô              |         |  |
| 12. | "Vem Nessa" (Ruban)                                    | Maurício Brugger Ruban [ 12 ]                               |                   |         |  |
| 13. | "Perto de Você" (Elias Silva)                          |                                                             | Elisa e Gustavo   |         |  |
| 14. | "Vem Comigo" (Dedé)                                    | Arnaldo Reis Roberto Carlos [ 13 ]                          |                   |         |  |

### Internacional
| N.º | Título                                          | Compositor(es)                     | Tema              | Duração |  |
| 1.  | "Over You" (Lane Brody)                         | Austin Roberts Bobby Hart [ 14 ]   | Tomaz e Mariana   |         |  |
| 2.  | "Somebody Else's Guy" (Jocelyn Brown)           | Annette Brown Jocelyn Brown [ 14 ] |                   |         |  |
| 3.  | "Moments of Love" (After All)                   | Isela Sotelo Michael Cruz [ 14 ]   | Elisa e Gustavo   |         |  |
| 4.  | "Somebody To Love" (Cafe Society)               | Darby Slick                        |                   |         |  |
| 5.  | "Oh, Sherrie" (Steve Perry)                     | Bill Cuomo Randy Goodrum [ 14 ]    | Bel               |         |  |
| 6.  | "We All Need Love" (Ebony)                      | Wayne St. John                     |                   |         |  |
| 7.  | "Tanta Tristeza" (Los Moros)                    |                                    | Elvira            |         |  |
| 8.  | "Heart Don't Lie" (La Toya Jackson)             | Amir Bayyan                        |                   |         |  |
| 9.  | "Time After Time" (Cyndi Lauper)                | Cyndi Lauper Rob Hyman [ 14 ]      | Rosemary e Johnny |         |  |
| 10. | "Believe In Me" (Dan Fogelberg)                 | Dan Fogelberg                      | Grace e Bruno     |         |  |
| 11. | "Dancing in the Dark" (Bruce Springsteen)       | Bruce Springsteen                  |                   |         |  |
| 12. | "Dancin’ Shoes" (Pancho Ballet)                 | Pierluigi Giombini [ 14 ]          |                   |         |  |
| 13. | "Happy Children" (P. Lion)                      | P. Lion                            |                   |         |  |
| 14. | "C’est Bon Pour le Moral" (La Compagnie Créole) | Daniel Vangarde Jean Kluger [ 14 ] |                   |         |  |

## Prêmio
Pela interpretação como Nonô Corrêa, Ary Fontoura recebeu o Prêmio APCA de melhor ator de televisão de 1984, dividindo-o com Ney Latorraca e Nuno Leal Maia.